# A kereszténység az újkorban
A kereszténység az újkorban a reformáció kezdetétől napjainkig foglalkozik a kereszténység történetével.

## Reformáció
Reformációs tevékenységéhez Luther Wittenbergben 1517-ben, Zwingli Zürichben 1524-ben, Kálvin Genfben 1536-ban kezdett hozzá. Törekvéseik oly élénk visszhangra találtak, hogy az új tan különféle árnyalatai Európa legnagyobb részében gyorsan elterjedtek. Az öt sola összefoglalta a reformátorok alapvető teológiai hitét a római katolikus egyház tanításaival szemben.
A protestantizmus kialakulását előmozdította továbbá számos külső körülmény is, így a könyvnyomtatás feltalálása, amely ekkor első ízben tette lehetővé, hogy a Biblia mindenkinek a kezébe eljusson; a fejedelmi hatalom megnövekedése, a fejedelmek ui. örömest használták ki az egyházi vagyonok elkobzásának lehetőségét; és még sok egyéb.
Noha csábító volt a remény arra, hogy saját nemzeti egyházak létesítésével kiterjeszthetik uralkodói jogaikat, és személyes előnyöket szerezhetnek (mint pl. VIII. Henrik Angliában), sok fejedelem mégis hű maradt a régi valláshoz, és annak élharcosaként szembeszállt a mindjobban előretörő áradattal.

## Ellenreformáció
A katolikus megújulást a történészek ellenreformációnak nevezik.
A vallási küzdelem során a katolicizmus megerősödött: az 1540-ben Loyolai Ignác alapította jezsuita rend fokozott mértékben felélesztette az egyház erőit, és az 1545-1563 között ülésező tridenti zsinat az egyház tanításainak új, átfogó megfogalmazást adott.
A katolikus ellenreformációnak sikerült kiszorítania a protestantizmust Bajorországból és az osztrák örökös tartományokból, és elérnie, hogy az újlatin nyelvű országokban (beleértve Franciaországot is, ahol pedig időnként nagy befolyással rendelkezett) nem verhetett tartósan gyökeret. Bár a protestantizmust a belső dogmatikai viszályok meggyengítették, mégis a legtöbb germán nyelvű országban képes volt megőrizni hadállásait.
Új típusú szerzetesrendek jöttek létre, az ellenreformáció legfőbb eszköze azonban a jezsuiták voltak, akinek fő célja volt a pápa fősége alatt egyesíteni az egész világot.

## Vallásháborúk

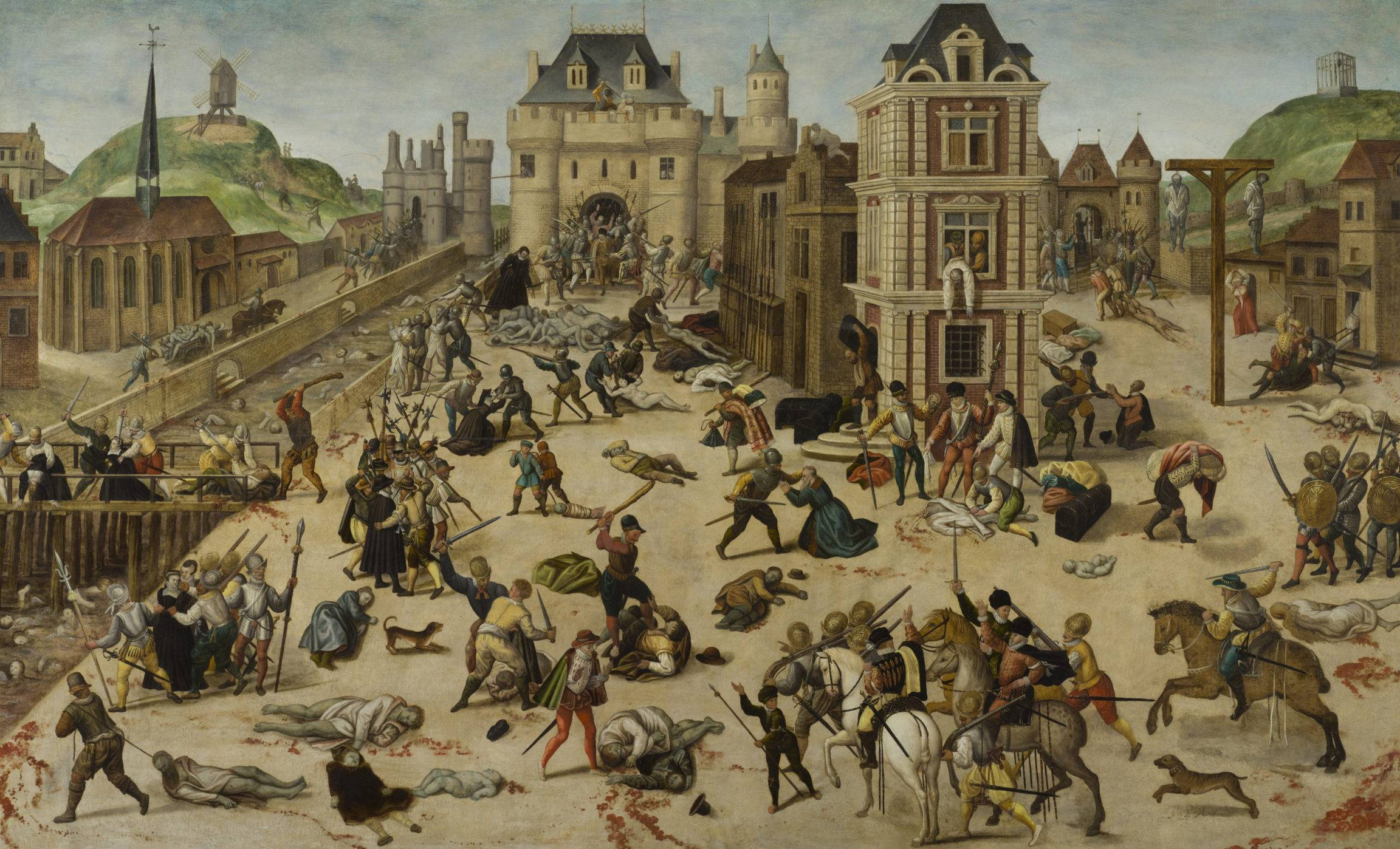
Szent Bertalan éjszakája

Az ellenreformáció korának első fele Nyugat-Európában a nagy felekezeti viszályok időszaka volt.
A kereszténység exkluzív, türelmetlen mindenfajta „tévelygéssel szemben, amely megfosztja Istent a tisztelettől és az embert az üdvösségtől és kifejezetten hamis nézetnek tartja azt, „hogy az ember bármelyik vallás tisztelete révén megtalálhatja az örök üdvösséghez vezető utat. A dogmák különböző értelmezése, a katolikus és protestáns államok közötti feszültségek és a kor jellemző vallási türelmetlensége vallásháborúhoz vezetett. A háborúk egy időben zajlottak Franciaországban, Németalföldön, Skóciában és Angliában, és szoros összefüggésben álltak egymással.
A francia vallásháborúk során (1562-1598) a római katolikusok és a hugenották közötti véres összetűzések sora pusztította az országot.
A hitvallások közötti küzdelem Németországban 1618-ban a harmincéves háború kitöréséhez vezetett, ez azonban töméntelen vérontás és felbecsülhetetlen értékek elpusztítása után végül mégsem hozott döntést, és nem oldotta meg az ellentéteket. A szemben álló felek nem felekezetek, hanem politikai érdekközösségek szerint alakultak ki, bár a harc a vallás ürügyén folyt itt is.
A 17. század közepén a lezáródó vallásháborúk eredményeként a katolikusok és a protestánsak egyenrangúak lettek. Európában három vallási szféra keletkezett:
- A katolikus világ, ahol a pápa szellemi és egyházfői hatalmát nem vonták kétségbe: Itália, Spanyolország, Portugália.
- Ahol a katolicizmus és a protestantizmus együtt élt: Franciaország, Németország és Magyarország, ahol a Tridentinum határozatait sohasem valósították meg teljesen – ez a vegyes szféra
- Ahol a pápai hatalmat tagadták: a protestáns világ.

A 17. század derekától már nincs a társadalmat felforgató ereje a vallásügynek. A hit fokozatosan a magánélet szférájába vonult vissza.

## Európai katolicizmus
A 16. századi reformáció elvetette a Mária-tiszteletet, ezzel szemben a katolikusok a reformáció után egyre nagyobb hangsúlyt helyeztek a kultuszra, és úgy tekintették azt, mint az ortodox tanítás kritériumát.
III. Pál pápa (1534–1549) mivel az ellenreformációban csak adminisztratív feladatot látott, életét szinte kizárólag az inkvizíciónak szentelte. 1542-ben az eretnekségekkel szemben létrehozta a Szent Officiumot, amely hit- és erkölcsvédelmi hatóságként és törvényszékként is működött.
Miközben az ellenreformáció bizonyos mértékben stabilizálta az egyház külső helyzetét és megújította belső életét, egyes teológiai állásfoglalások és irányzatok a protestáns dogmatika hatása alá kerültek és belső szakadásokat váltottak ki. Nagy hatású volt Cornelius Jansen  (Janzen Kornél, 1585 – 1638) löweni tanár irányzata, a janzenizmus, amely egész Franciaországban elterjedt és kiváló követőkre talált (pl. Pascal).
A korszak pápáit elsősorban a politika, főképpen az egyházi állam közvetlen feladatai foglalkoztatták, emiatt az általános egyházi érdekek sokszor csorbát szenvedtek. Hiányoztak a nagy egyéniségek és a komoly célkitűzések. A katolicizmus politikai hatalma továbbra is a világi fejedelemségek hatalmán nyugodott: a 16. században és a 17. század elején Spanyolországén, majd ennek politikai meggyengülése (az 1659-es pireneusi béke) után a feltörekvő Franciaországén. A pápaságot sokszor még a katolikus országokban is korlátozta a világi hatalom, amelyhez éppen ezért nem mindig fűzte felhőtlen viszony.

## A kereszténység világvallássá válása
A nagy földrajzi felfedezések megteremtették a távoli földrészekre is kiterjeszthető missziós tevékenység feltételeit.
A lakosság megtérítésére irányuló kísérletek azokban az országokban, amelyekben a fehérek kereskedelmi telepeket létesítettek, vagy amelyeket közvetve vagy közvetlenül uralmuk alá hajtottak, a legkülönbözőbb eredményekre vezettek. Ahol a kereszténység nem találta szemben magát a többi nagy vallás egyikével sem, rövid idő alatt mindenütt diadalmaskodott: igen könnyen megnyerte Észak-, Közép- és Dél-Amerika indiánjait, Afrika és Amerika iszlámhoz nem csatlakozott négerjeit, a déltengeri szigetlakókat, az ausztrál bennszülötteket, a maorikat, a fülöp-szigetieket, mihelyt azok kapcsolatba kerültek a missziókkal, mivel saját vallásuk nem vehette fel a versenyt a fejlettebb keresztény vallással.

### Az amerikai kontinensen

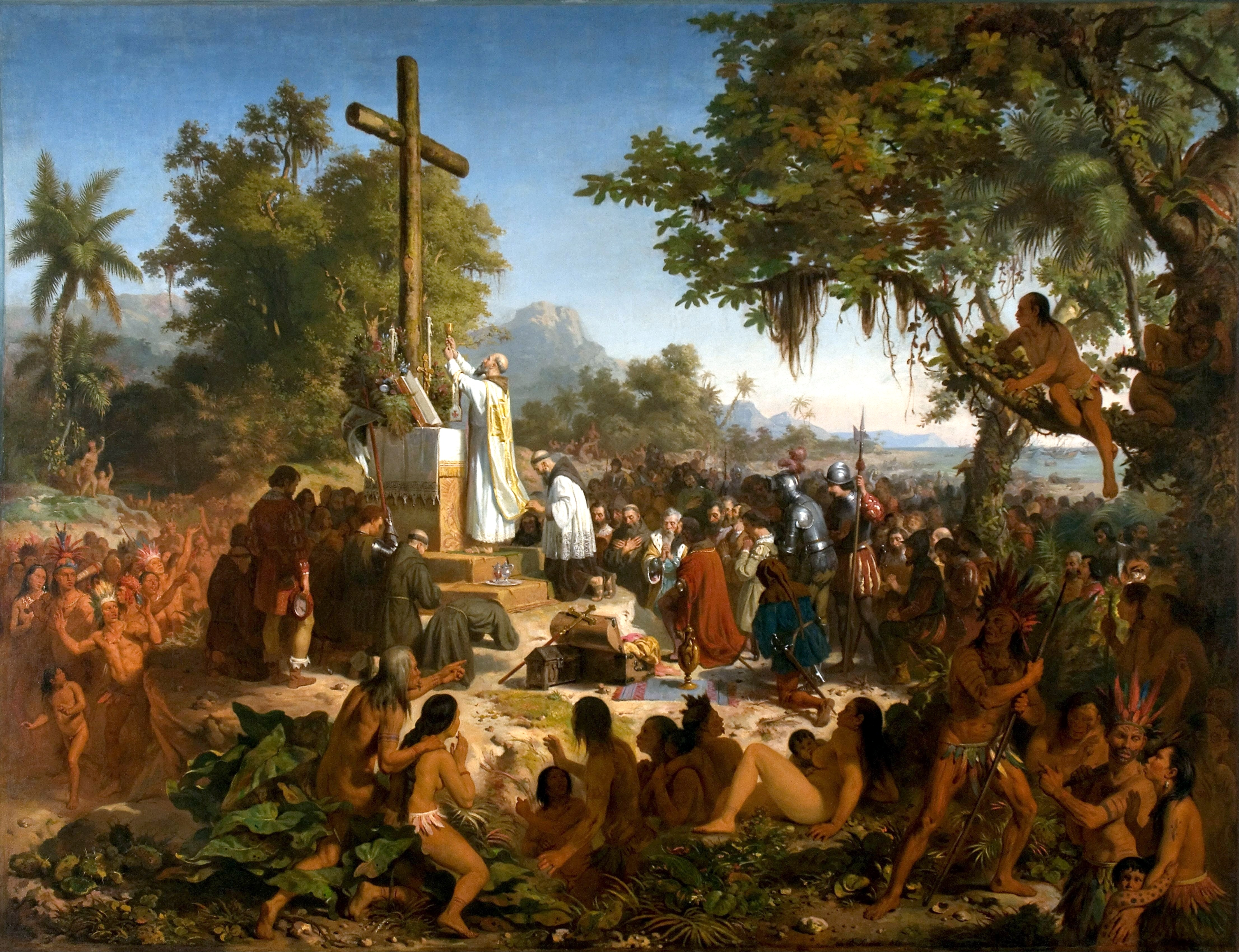
Az első mise Brazíliában (Victor Meirelles festménye)

Kolumbusz Kristóf érkezése előtt (1492) három jelentős indián kultúrnép élt a középkori amerikai kontinensen: az aztékok (Mexikó), a maják (Közép-Amerika) és az inkák (Peru, Ecuador, Bolívia). Dél-Amerika alacsonyabb kultúrszinten álló indián törzsei totemisztikus-animista vallást gyakoroltak.
A hódító spanyolok és portugálok brutálisan kényszerítették gyarmati rendszerükbe az indiánokat. Krisztus nevét hordták az ajkukon, de legtöbbjüknél a gyors meggazdagodás, a vagyonszerzés volt a cél. Rabszolgasorsra kényszerítették az indiánokat, az ellenállókat pedig könyörtelenül lemészárolták. Ürügy sokszor a kereszténység volt: csak erős kézzel taníthatják meg az "alacsonyrendű vadak"at a keresztény hit elemeire. A valóságban ingyenes munkaerőt szerettek volna maguknak.
A missziókat kezdetben ugyanolyan indíttatásból vezették, mint a reconquistát a mórok ellen. Az ibériai-katolicizmust honosították meg, és gyarmati szervezetet hoztak létre az Újvilágban.
Amikor bebizonyosodott, hogy az indiánok nem alkalmasak a kemény rabszolgamunkára, Afrikából behurcolt fekete rabszolgákkal pótolták a kiirtott lakosságot. Ez a folyamat a későbbiekben hatalmas méreteket öltött. Az Afrikából behurcoltak sorsa még borzasztóbb volt az indiánoknál. A behajózottak fele már a tengeri úton elpusztult. Megérkezésükkor eladták őket az embervásárokon. A misszionáriusok megpróbáltak testi-lelki segítséget nyújtani a szerencsétleneknek. Szinte kivétel nélkül mindegyiket megkeresztelték.
Közép-Amerikában a ferencesek és a domonkosok kezdték a térítést, később csatlakoztak hozzájuk a jezsuiták és a kapucinusok is. A kereszténység elterjesztésével kapcsolatban e szerzetesek a "pogány" azték kultúra megsemmisítésével pótolhatatlan veszteségeket okoztak. Ugyanakkor sokat tettek a leigázott és kegyetlenül elnyomott indiánok védelmezésében és iskolák felállításával az európai kultúra terjesztésében. Bartolomé de las Casas domonkos szerzetes érdeme († 1566), hogy az indiánokat sújtó rabszolgaság enyhült, és megnyílt az út a krisztianizálásukhoz. Ez is hozzájárult, hogy megkezdődött az afrikai néger rabszolgák áttelepítése Amerikába.

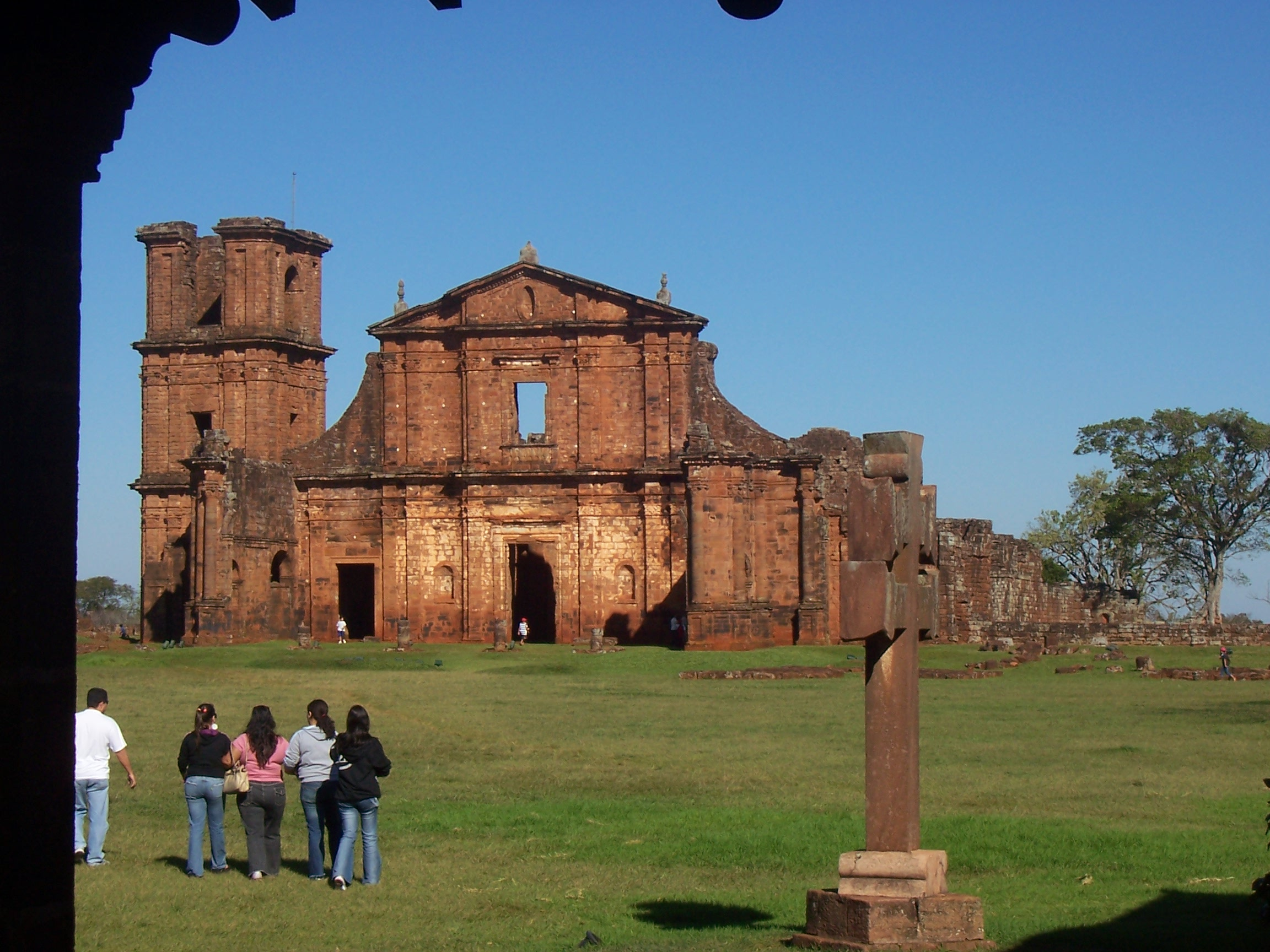
Egy jezsuita redukció templomának romja

Dél-Amerikában, amelynek nagy részét a 16. század második felében a spanyolok hódították meg, a legnagyobb missziós sikereket a jezsuiták érték el. A hódítók kegyetlenkedései nehezítették a hittérítők munkáját, ezért többször is felléptek az indiánok rabszolgává tétele ellen és az Afrikából behurcolt néger rabszolgák védelmében, de eredménytelenül.
Paraguayban ezért a jezsuiták elkülönített, zárt és védett területeket (redukciókat) létesítettek az indiánok számára. 1612-ben a spanyol királytól a gyarmati központoktól távol fekvő, nehezen megközelíthető, természeti kincsekkel nem rendelkező földeket béreltek. Kikötötték, hogy e területekre katonák és tisztviselők nem léphetnek. A jezsuiták kb. 30 redukciót, indián telepet hoztak létre, amelyekben 100-150 ezer indián élt, s amelyek egy egységes államot alkottak (Keresztény indián állam).
A jezsuita redukciókhoz hasonló telepeket – zárt missziókat – a ferencesek és kapucinusok is létesítettek Mexikóban, Kaliforniában, Venezuelában és Kanadában.
Az indiánok életét a jezsuiták szigorúan szabályozták. A hajnali harangszóra mindenkinek misére, az esti harangszóra pedig ájtatosságra kellett mennie. De harangszó jelezte a munka, az iskola és mindenki számára kötelező keresztény tanítás kezdetét is.
A redukciók redukciók lakóinak napi 10-11 órát kellett kemény munkában tölteniük. A férfiak földműveléssel, állattenyésztéssel és iparral foglalkoztak, amíg a nők a házimunkát és a középületek körüli tevékenységet látták el. A redukciókban magántulajdon nem volt, a földek, műhelyek, üzemek, de a termelési eszközök is "Isten tulajdonát" képezték, azaz köztulajdonban voltak.
A redukciók legfőbb irányítását a jezsuita tartományfőnök látta el, aki egyházi hatalmát a pápától, világi hatalmát pedig a spanyol királytól kapta.
Az amerikai feketék a kereszténységet csak felületesen ismerték meg (és talán sokan nem is akarták teljesen elfogadni). A katolikus szentek tisztelete és a szertartások mellett továbbra is folytatták Afrikából hozott vallási életüket, szokásaikat, hiedelmeiket, és így szinkretista afroamerikai kultuszok jöttek létre.
Közép-Amerikában a függetlenné válás idejére (19. század) a népesség túlnyomó része – a korábbi ellenállás dacára – katolikussá lett, bár egyes indián csoportok csak felületesen tértek meg. Egyes államokban (pl. Costa Rica) a katolicizmust államvallássá tették. Guatemalában az 1870-es forradalom radikális szakadást idézett elő az állam és az egyház között. Hasonló helyzet következett be Mexikóban is 1872-ben. Itt 1915-ben egyházüldözés is fellángolt: kiszorították az egyházat a közéletből.
A 19. század második felétől özönlöttek az európai bevándorlók az amerikai kontinensre (Dél-Amerikába is). A Dél-Amerikába érkező bevándorlók mintegy 90%-a megkeresztelt katolikus volt. Ebben az időben viszont a protestantizmus is megjelent Latin-Amerikában, és lassan teret nyert. Az első protestáns csoportok 1826-ban érkeztek Argentínába: skót presbiteriánusok és walesi anglikán juhtenyésztők. Az első német telepesek 1823-ban érkeztek Dél-Brazíliába, Argentínába és Chilébe. Ezek jelentős része lutheránus volt.
Latin-Amerikában a 19. század végéig a protestánsok száma csak lassan nőtt. Ezután a 20. században hirtelen növekedés lépett fel, részben a protestáns bevándorlók, de inkább az USA-ból származó és támogatott (főleg a resztoriánus) kisegyházak és szekták missziós tevékenysége révén.

### Afrikában

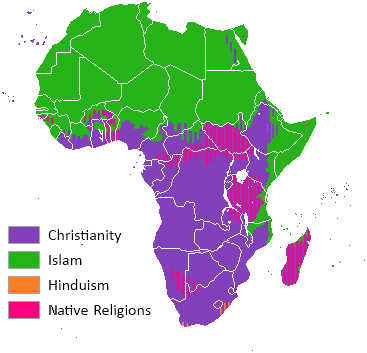
Az uralkodó vallások napjaink Afrikájában
lila: kereszténység ; zöld: iszlám
sárga: hinduizmus ; rózsaszín:törzsi vallások

Észak-Afrikában a kereszténység az 1. században jelent meg, majd a 2-4. század között vert erős gyökeret, de a 7-8. században csaknem mindenhol kiszorította az iszlám (az egyiptomi és etióp vallási "szigetek" kivételével).
A kereszténység (a gyarmatosítás korával) a 16. században nagyobb arányú missziós tevékenységbe kezdett. Észak-Afrikában a muszlimok lehetetlenné tették a keresztények terjedését. Kelet-Afrikában a kereszténység monofizita formája vert és állt ellen a pápaság iránt hűbéresküt követelő misszionáriusoknak. Nyugat-Afrikában a misszió kezdeti sikereit fokozatos hanyatlás követte.
A 18. században az anglikán és más protestáns egyházak misszionáriusai is intenzív és eredményes misszionálásba kezdtek. Lendületük a 19. század második felétől fokozódott. A 20. században különösen a katolikus egyház és egyes új mozgalmak (pl. adventisták, pünkösditák, Jehova Tanúi stb.) növekedése gyorsult fel.
A 20. század elejétől a kereszténység térhódításában nem csekély szerepet játszanak Fekete-Afrika területén az ún. bennszülött "független egyházak", amelyek ugyan keresztény talajból nőttek ki, de nagymértékben alkalmazkodtak a sajátos afrikai környezethez. Követőik száma ma meghaladja az 50 millió főt.

### Ázsiában
A kereszténység bizonyíthatóan eljutott Indiába már a 4. században. A nesztoriánus keresztények a 7. században már Kínában is végeztek úttörő munkát és lefordították a keresztény Szentírást kínai nyelvre. Az iszlám terjeszkedése azonban a 7-8. században megtörte a kereszténység behatolását Ázsiába, egészen a portugál és spanyol gyarmatosítás (16-17. század) koráig.
A kereszténység idegen vallásként – a kolonizációval szoros összefüggésben – jelent meg és terjedt Ázsiában az újkorban. A Fülöp-szigetek lakosainak zömét meg is térítették.
1549-ben Xavér kezdte meg a japán missziót, s a jezsuitáknak sikerült létrehozniuk egy jelentős japán egyházat.
Japánban a 16. század végén már kb. 1 millió keresztény volt, és úgy látszott, hogy Toyotomi Hideyoshi császár (1536-1598) is megkeresztelkedik. Halála után a helyzet azonban megváltozott. A Tokugawa-dinasztia uralma alatt véres üldözések kezdődtek, majd ki is tiltották a misszionáriusokat az országból. Attól tartottak, hogy a spanyol és portugál kapcsolatokkal rendelkező misszionáriusok a spanyolokat hozzák Japán ellen.
Kínában is sikerrel terjesztették a kereszténységet a jezsuiták, akik tudományuk révén a császári udvarban is nagy tekintélynek örvendtek. Matteo Ricci (Ricci Máté) jezsuita matematikus a mandarini méltóságot is elnyerte. A jezsuiták térítő tevékenységük közben messzemenőkig alkalmazkodtak a kínai szokásokhoz (pl. az ősök tiszteletéhez). A ferencesek és a domonkosok emiatt feljelentették a jezsuitákat, aminek következménye az lett, hogy 1707-ben a pápai követ, 1742-ben pedig XIV. Benedek pápa eltiltotta kínai szokásokat. Ez a kínaiakból bizalmatlanságot váltott ki és nagy elpártolásokhoz vezetett. Majd itt is kitört az üldözés, amelynek oka az volt, hogy a kínaiak európai hódítástól féltették az országot.
Elő-Indiában akkor lendült fel a misszió, amikor Xavéri Szent Ferenc vezetésével ide is megérkeztek az első jezsuiták. Sikerük titka itt is az alkalmazkodásban rejlett, ahogy megtűrték az ősi malabári szokásokat. Ez viszont itt is visszatetszést szült a nem jezsuita hittérítők körében, akik végül is eltiltatták XIV. Benedek pápával az alkalmazkodást. Ez, valamint a holland és az angol gyarmatosítás előretörése az indiai missziók hanyatlásához vezetett.
A protestáns misszió is már a 17. században megkezdődött (Indonéziában és Indiában), de csak a 19. század közepétől vált erőteljessé és terjedt ki mindenfelé.

## Az abszolutizmus és a kereszténység
Az abszolutizmus időszakában a pápák tekintélye és politikai hatalma is csökkent, az egyházi állam hatalma pedig teljesen eljelentéktelenedett.

### Franciaország
Az abszolutizmus az állam korlátlan irányító szerepét az egyház fölött is gyakorolni akarta. Ehhez a mintát XIV. Lajos (1643-1715), a Napkirály szolgáltatta azzal, hogy az egyház irányító szerepét királyi jogokra, történelmi érdemekre és régi hagyományokra hivatkozva elméletileg is megalapozta (gallikanizmus).
A francia papság 1682-ben közzétette a gallikán cikkelyeket :
- az egyháznak nincs hatalma az emberek földi ügyei fölött, következésképp nincsenek a pápának alávetve
- a zsinat a pápa felett áll, amint azt a konstanzi zsinat általános érvénnyel megállapította
- a pápa egyházi hatalma nem korlátlan, mert az egyházi kánonokhoz és a francia egyház szokásaihoz neki is alkalmazkodnia kell
- a pápa hitet és erkölcsöt érintő döntései csak akkor tévedhetetlenek, ha összhangban vannak az egész egyház tanításával.

A király a gallikán cikkelyeket törvényerőre emelte és azokat a püspököket, akik szembeszegültek azokkal, eltiltotta hivataluktól. 1693-ban a király politikai okokból lemondott a cikkelyek következetes érvényesítéséről, a gallikanizmus szelleme azonban tovább élt és más országokban is elterjedt.

### Német államok
A gallikán cikkelyek Németországban a 18. század második felében terjedtek el febronianizmus néven. Eszmei megalapozója Nikolaus Hontheim volt (1701-1790), aki Febronius álnéven közzétett munkájában azt fejtegette, hogy az egyházban a kormányzó hatalom nem a pápát, hanem a püspökök együttesét illeti meg. A pápa csak felügyeleti joggal rendelkezik,az egyes egyházmegyék korlátlan joghatóságú vezetője ui. a püspök, akinek ügyeibe csak akkor szólhat bele a pápa, ha a feladatát elhanyagolja.

### Habsburg Birodalom
A Habsburg Birodalomban II. József császár (1780-1790) építette ki az államegyházi rendszert (→ jozefinizmus).
1781-ben a császár kiadta türelmi rendeletét, amely szabad vallásgyakorlatot biztosított a protestáns és a keleti egyházak számára.
II. József rendeletei ellen elsősorban a magyar és a belga püspökök tiltakoztak, de eredménytelenül. A belgák nemzeti felkelése végül is megadásra késztette a császárt. A jozefinista szellem és gyakorlat azonban – ha enyhébb formában is – tovább élt egészen a 19. század végéig.

## Ortodox egyházak

### Oroszország
A görög egyház tényleges irányítása a Bizánci Birodalom bukásával az orosz cárok kezébe került, különösen azután, hogy Oroszország felszabadult az Arany Horda uralma alól, és a moszkvai állam a részfejedelemségeket erős monarchiává egyesítette. Ettől kezdve a cárok az ortodox hit védelmezőinek tekintették magukat.
Az orosz egyház, amely már a 15. században elszakadt Konstantinápolytól, teljes mértékben kiszolgáltatottja volt az államhatalomnak és a cári önkénynek.
Az erősödő orosz állam 1589-ben létrehozta a saját, a konstantinápolyitól független patriarkátusát. A cár és a pátriárka közötti hatalmi harcok 1667-ben azt eredményezték, hogy Alekszej cár Nyikon pátriárkát megfosztotta tisztségétől, és olyan egyházi reformokat szorgalmazott (az egyházi könyvek kijavítása, a rituálé helyesbítése), amelyek szakadársághoz vezettek (→ raszkolnyikok). A raszkolnyikokon kívül egyéb okok miatt még további szekták szakadtak ki az orosz egyházból (→ szellemi keresztények).
Nagy Péter 1721-ben az egyházat teljesen alárendelte az államnak azzal, hogy a patriarkátust feloszlatta, és az egyházi közigazgatást az állami főprokurátor vezetése alatt álló, Pétervárott székelő Szent Szinódusra bízta. Az egyház és állam között fennálló szoros kapcsolatot az 1917. évi forradalom megszüntette, ismét megszervezték a (csak rövid ideig fennálló) moszkvai patriarkátust.
A második világháború alatt a szovjet kormány 1943-ban hozzájárult egy moszkvai pátriárka (Szergej) megválasztásához. Ennek halála után 1945-ben Moszkvában egyházi zsinatot tartottak, amely Alekszej leningrádi metropolitát pátriárkává és a neki alárendelt Szent Szinódus elnökévé választotta. Az állammal egyetértésben végrehajtották az egyházközségek és a vallási ügyek újjászervezését.

### Balkán
A 19. században a balkáni népek felszabadultak a török fennhatóság alól, egyházaik pedig függetlenítették magukat a konstantinápolyi pátriárkától és ún. autokefál, azaz teljesen önálló egyházakat hoztak létre. Így jött létre a :
- szerb ortodox egyház (1832)
- görög ortodox egyház (1833)
- bolgár ortodox egyház (1833)
- román ortodox egyház (1865)

amelyeknek önállóságát azonban egész 1945-ig Konstantinápoly nem ismerte el.

## Szabadgondolkodás és felvilágosodás
A feltörekvő polgárság nemcsak a reformáció révén fordult szembe a feudalizmussal és annak egyházi szentesítésével, hanem fokozatosan kibontakoztatta a szabadgondolkodást és a nyílt valláskritikát is.
A protestantizmus egyes irányzatainak az elszakadása a specifikusan keresztény eszméktől nyomon követhető a filozófia fejlődésében. A 17. században még létezett protestáns skolasztika, amely Arisztotelészen alapulva igyekezett igazolni a dogmákat. Ezt felváltotta a Leibniz-Wolff-féle iskola. Ennek számos képviselője még tisztán keresztény orientációjú volt: Leibniz maga a katolikus és protestáns egyházak újraegyesítésének tervén dolgozott. A 18. század második felében viszont Angliában és Németországban a vezető filozófusok műveiben csak kevés olyan gondolatmenettel találkozunk, amely még kifejezetten kereszténynek volna tekinthető. Kant például, akit sokszor még mindig a protestantizmus filozófusának neveznek, a „gyakorlati ész” posztulátumaként Isten létezését és a lélek halhatatlanságát tanította ugyan, de tagadta egy kinyilatkoztatás lehetőségét, a test feltámadását és azt, hogy minden dolog véget ér.
Angliában a szabadgondolkodás társadalmi alapja a 18. századi polgári forradalom volt. A szabadgondolkodás és valláskritika gyakran kompromisszumos megoldást választott és csak egyes vallási jelenségeket kritizált, de az Isten-hitet fenntartotta.

### Anglia
Thomas Hobbes (1588-1679) az abszolút monarchia nevében követelte, hogy rendeljék alá az egyházat az államnak. Azt tanította, hogy a vallás tanításai hamisak. A vallás gyökere a tudatlanság, amely félelemhez vezet.
John Locke (1632-1704) tanításában az alkotmányos monarchiában megpecsételt kompromisszum fejeződik ki: Isten léte szerinte lehetséges, de ha létezik is, nem avatkozik bele a világ folyásába (deizmus).
John Toland (1670-1722) Hobbes tanítását megfordította és azt állította, hogy a vallás a zsarnokság eszköze. A vallás az emberek tudatlanságából származik és az uralkodók tudatosan, de jogosulatlanul használják fel azt hatalmuk fenntartására.

### Németalföld
Németalföldön a valláskritika Baruch Spinoza (1632-1677) nevéhez fűződik. Spinoza szerint minden, ami a természetben van, Isten attribútuma: „Minden, ami van, Istenben van”. A világ oka önmagában van, nem volt szükség létrehozásánál külső isteni erőre.

### Franciaország
A francia valláskritika elindítója Pierre Bayle (1647-1706), azt tanította, hogy a vallásokban az a rossz, hogy fanatizmussal párosultak és így erkölcstelenséghez vezetnek. Ezért fel kell szabadítani az erkölcsöt a vallás uralma alól. A cselekedet akkor lesz erkölcsös, ha az észnek engedelmeskedik. Bayle szerint ha létrejönne egy ateistákból álló állam, ott az erkölcstelenségnek nem lehetne talaja.
Voltaire (1694-1778) közvetlenül kapcsolódik Bayle tanításához, de azt tanítja, hogy Baylenak csak akkor lenne igaza abban, hogy az ateista állam is lehet erkölcsös, ha ott mindenki filozófus lenne.

### Németország
A német racionalista teológusok az Újtestamentum vizsgálata közben mindenekelőtt a Krisztus-problémával találkoztak szembe: vajon megbízhatóak-e a Jézusról szóló evangéliumi elbeszélések?
H. S. Reimarus professzor (1694-1768) volt az első, aki felvetette a Krisztus-problémát.
I. Kant (1724-1804) és S. Semler  (1725-1791) a tiszta ész vallásának hirdetői szerint Krisztus és az apostolok felvilágosodott emberek voltak, akik tudták, hogy angyalok és ördögök nincsenek, azonban alkalmazkodtak alacsonyabb színvonalú hallgatóságukhoz, csodás elemekkel ruházták fel a természetes, józan ésszel megegyező erkölcsi tanításukat.

### A felvilágosodás és modernizmus hatása
Talán a legfontosabb változást az állam és egyház teljes és hatékony szétválasztása hozta, ami csökkentette a kereszténység oly sok európai országokban meglévő állami támogatását. Ez lehetővé tette, hogy egyének a társadalom szabad polgárai maradhassanak egyházuk tanainak megtagadása után, vagy még el is hagyhassák egyházukat minden káros polgári következmény nélkül. Sokan élve ezzel az új szabadságukkal új hitrendszereket fejlesztettek ki és istenesekké, univerzálisokká, ateistákká, agnosztikusokká vagy humanistákká váltak, mások pedig a protestáns keresztény hitelmélet liberális szárnyaiba tömörültek.
A francia forradalom kísérlete arra, hogy eltörölje a kereszténységet, nem járt tartós sikerrel, sőt a 19. század elején inkább általános reakció támadt a racionalizmussal szemben.
A „liberális” teológia oly módon igyekezett egyensúlyt teremteni a keresztény tanítások és a modern gondolkodás között, hogy a Szentháromság, a szűztől születés, a feltámadás stb. dogmatikai fogalmait kiiktatta, vagy átértelmezte.
Ezzel az irányzattal ellentétben az első világháború után Németországban hatalomra jutott „dialektikus” teológia úgy igyekszik összeegyeztetni a kritikai kutatás törekvéseit és az isteni kinyilatkoztatás elismerését, hogy a világ és az ítéletében és kegyelmében szuverén Isten paradox valósága közötti ellentmondást nem filozófiai párbeszéddel, hanem alázatos hittel próbálja áthidalni.
A felvilágosodásra és a modernizmusra válaszként keresztény protestáns felekezetek ezrei alakultak ki, több hagyománytisztelő felekezet a katolikus egyházból vált ki, nem ismerve el reformjai nagy részének jogosságát. Nagy számú fundamentalista, a Bibliát jellegzetesen szó szerint értelmező felekezet is létrejött.

## A reformáció új hajtásai

A protestantizmus főbb ágainak történeti táblázata

Az a tétel, amely szerint a reformált egyházat szüntelenül tovább kell reformálni, továbbá, hogy a Biblia saját magát magyarázza, szükségképpen hozta magával, hogy a reformáció nem állt meg kezdeti állapotában, hanem – minden egyesítési kísérlet ellenére – további irányzatokra bomlott.
A kvékerek mozgalmát George Fox (1624-1691) hozta létre. Tanítása szerint minden emberben működik a Szentlélek, függetlenül attól, hogy milyen dogmákat hisz, vagy miként magyarázza a Bibliát, meg van-e keresztelve, tartozik-e valamilyen gyülekezethez vagy sem. Fox az erőszakot elvetette, a fegyverhasználatot és az esküt tiltotta, a papi tizedet megtagadta.
A metodizmus megalapítója John Wesley volt (1708-1791), aki azt kutatta barátaival, hogy milyen módszer (methodus) segítségével lehetne a közömbösségbe süllyedt anglikán egyházi életet felpezsdíteni és biztosan elérni Isten kegyelmét és szeretetét. Ezt a módszert a megtérésben, a hitben és az evangéliumok által ajánlott életmód szigorú megtartásában jelölték meg.
A metodizmusból szakadt ki az Üdvhadsereg, amelyet William Booth (1829-1912) alapított 1865-ben Londonban.
A mormonok mozgalmát Joseph Smith (1805-1844) alapította az Egyesült Államokban. Azt állította, hogy megtalálta egy Mormon nevű zsidó prófétának a feljegyzéseit. Az Utolsó Napok Szentjeinek J. K. Egyháza a legnagyobb a mai mormon felekezetek között.
1840 körül William Miller a Biblia olvasása közben arra jutott, hogy Krisztus eljövetele nincs messze, sőt ideje kiszámítható. Nemsokára kialakult a Millerita mozgalom, majd megtörtént az 1844-es nagy csalódás, miután Jézus nem jelent meg a megadott időpontban.
Ellen G. White átértelmezte Miller nézeteit és létrejött az adventisták felekezete. Az egyház főleg szombat-tartásáról ismert.
1870 körül Charles T. Russell úgy kezdett tanítani, hogy 1914-ben valósul meg Isten ezer esztendeig tartó királysága. Követői nem ismerik el a Szentháromság tanát, csak a Biblia Istenét, Jehovát, ezért magukat Jehova Tanúinak nevezik.
A 20. század elején bontakozott ki a pünkösdi-karizmatikus mozgalom.

## Misszió a 19. században
A 19. századi egyháztörténet egyik legjelentősebb ténye, hogy a kereszténység az egész Földön elterjedt. A nyugat-európai-észak-amerikai embertípus és kultúra hihetetlen mértékű elterjedésével párhuzamosan a keresztények a 19. század végére szétszéledtek az egész lakott földön, amelynek egyes pontjain – például Fokföldön és Ausztráliában – hatalmas keresztény telepek jöttek létre. Noha a kereszténység világméretű elterjedése mindenekelőtt a világkereskedelem és a nagyhatalmi gyarmati politika kísérőjelenségének tekinthető, a külmissziói munka fellendülésének hátterében tudatos vallási motívumok állnak.
A római katolikus misszió előnye a protestáns misszióval szemben az egységes irányítás volt. A legtöbb katolikus misszió a Népek Evangelizációjának Kongregációjának alárendeltje volt, s csak néhány tartozott másik bíborosi kongregációhoz. Ezzel szemben a protestáns misszió ügyét néhány kivételtől eltekintve nem egyházkormányzatok, hanem önálló missziós társaságok vették kézbe.
Európa utolsó pogányai a 19. század során tértek keresztény hitre a svéd és orosz fennhatóság alatt álló Lappföldön.

## A kereszténység a legújabb korban

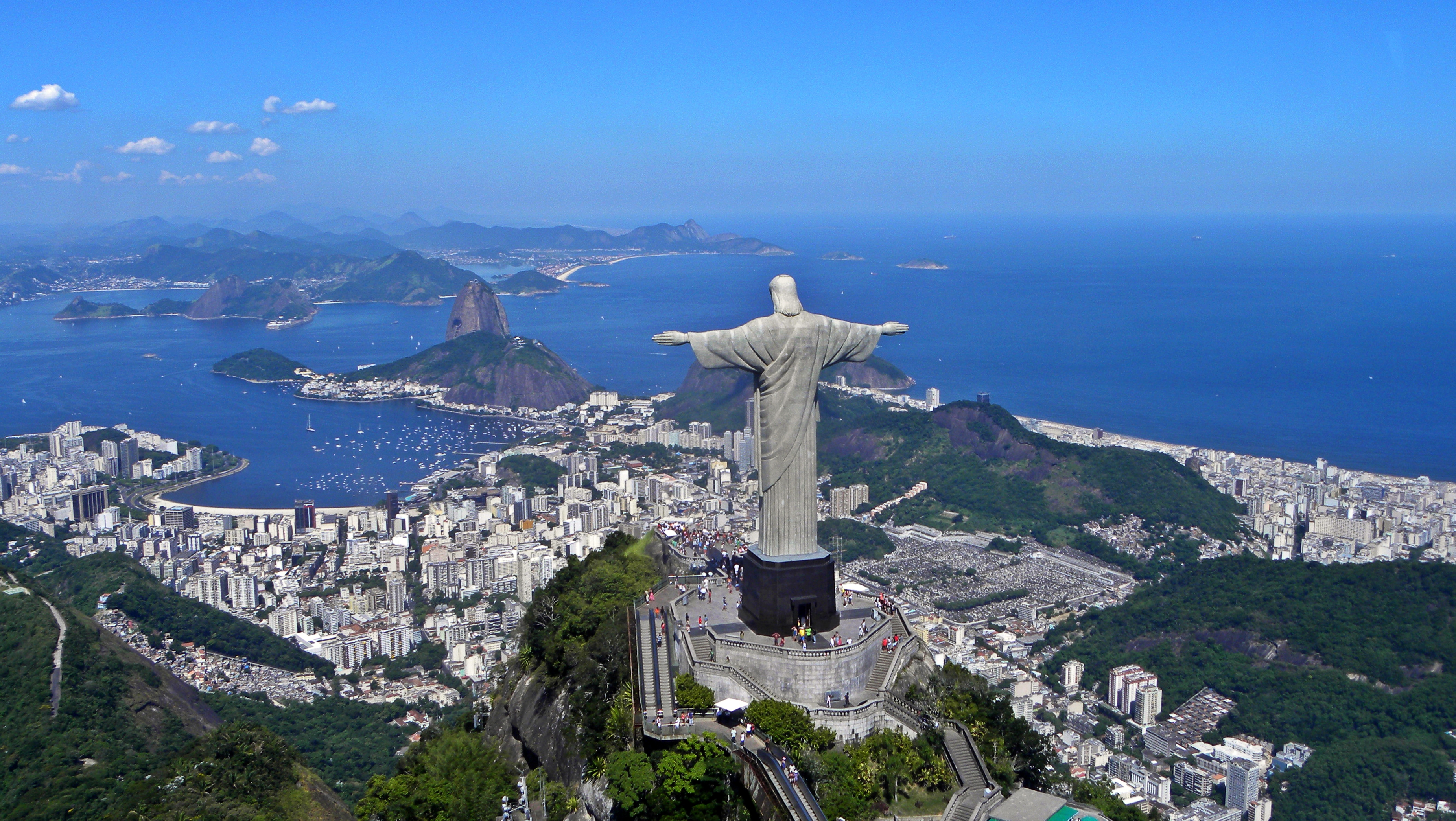
Jézus Krisztus a megváltó, (Cristo Redentor) Rio de Janeiro, Brazília

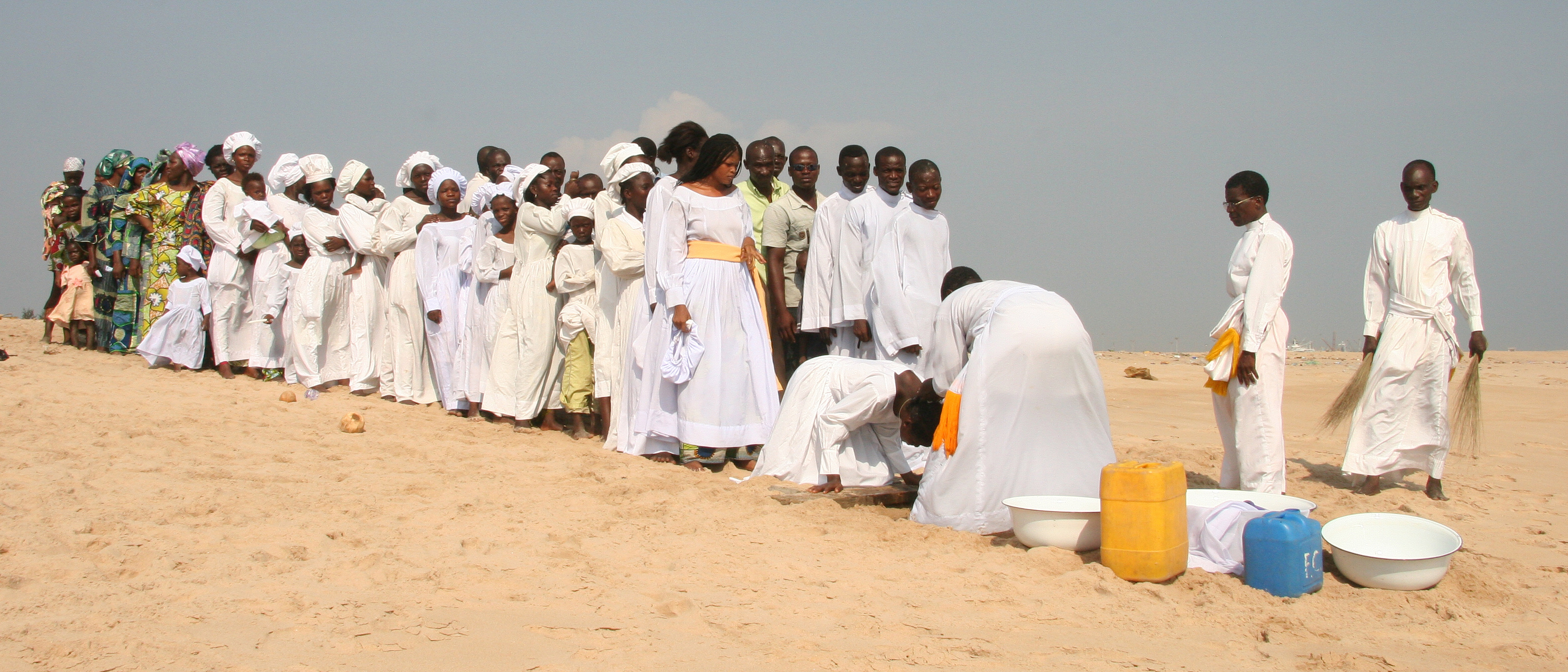
Csoportos keresztség Beninben

Az Egyesült Államokban, ahogy Európában is, a liberális mozgalmak elvilágiasodáshoz vezettek. A tudományos világnézet térhódítása, így például Darwin evolúcióelmélete és a föld korát illető tudományos tanítások sok keresztényt ingattak meg hitükben.
Ahogy a 19. és 20. századi tudományos és műszaki felfedezések egyre inkább elragadták az emberek képzeletét, a legtöbb keresztény nemzet, különösen a nyugat-európai országok fokozatosan elvilágiasodtak. A jólétben az emberek nem tartják fontosnak Isten és ember kapcsolatát. Emiatt sok nyugati világ keresztényei már régóta nem tesz eleget hagyományos vallási kötelezettségeinek, egyáltalán nem, vagy csak bizonyos szent ünnepek alkalmával jár templomba, imaházba vagy gyülekezetbe. A mindennapok gyorsuló követelményei és a környezet nyomása elszakítják őket a hagyományos kereszténységtől. Sokan emlékeznek még nagyszüleik vallásosságára, de már olyan otthonokban nőttek fel, ahol a keresztény hitelmélet elvesztette korábbi jelentőségét, és keresztényi kötelességeik iránt semleges érzelmeket fejlesztettek ki. Hiszen a kommunizmus tanainak 20. századi elterjedése, klerikusellenes propagandája visszaszorította a kereszténységet.
Karl Marx és Friedrich Engels tanain felnövő nemzedék – a kommunisták -, nyíltan istentagadó világnézetet alakított ki. Munkájuk során létrejövő legtöbb kommunista államot nyíltan is istentagadó, ateista vezetőség kormányozta. Széles tömegek csatlakoztak ezekhez a nézetekhez, akik az ember szabadságát Isten parancsolataitól függetlenítve látták saját üdvösségüket. Azonban ez az Istentől függetlenített gondolatok egy olyan 20. századba torkollott, ahol ember az ember ellen támadott nemcsak világháborúkban, hanem atombombák ledobásában, kínzásokban, és munkatáborokban emberek milliói vesztették életüket. Ez az évszázad a kereszténység története szempontjából a legszomorúbb évszázad volt. Főleg orosz és román városokban templomokat romboltak le, egyházakat szüntettek meg, papokat internáltak. Később a szocialista államokban a papi hivatás gúny tárgya volt.
A felvilágosodás azonban sokkal kisebb hatással volt a keleti és távol-keleti ortodoxia keleti egyházaira. Viszont különösen a kommunizmus fellépése idején a keleti egyházaknak mint az orosz és a grúz ortodox vagy az örmény keresztény egyházak jelentősen ellenségesebb, világias társadalommal kellett szembenézniük, így az egyház az ősi hitelvekbe kapaszkodva próbált életben maradni, míg hívei létszáma nagy mértékben csökkent.
Manapság Kelet-Európában és Oroszországban lelki megújulásnak lehetünk tanúi. A kommunista ideológia és annak ateizmusa hosszú évtizedei után meglehetősen széles körű érdeklődés tapasztalható úgy a kereszténység, mint általában a vallásosság iránt. Sok ortodox templomot és kolostort építettek újjá – főleg Oroszországban és Romániában -, és a felújított épületek a befogadóképességükön túl töltődnek fel hívőkkel. Sok protestáns felekezet végez a jövő hívő közösségének magjait elültető evangelizáló munkát, míg a katolikusok egyre nyíltabban vállalják egykor titkos hovatartozásukat és más lépésekkel is egyre nyilvánosabban támogatják a katolikus egyházat. Visszatértek az egyházi iskolai tanítás szokásai is.
Ezenkívül gyorsan növekszik a hívők száma a Távol-keleti országokban, mint például Dél-Koreában és Kínában.

## A mai evangelizációs mozgalmak kialakulása

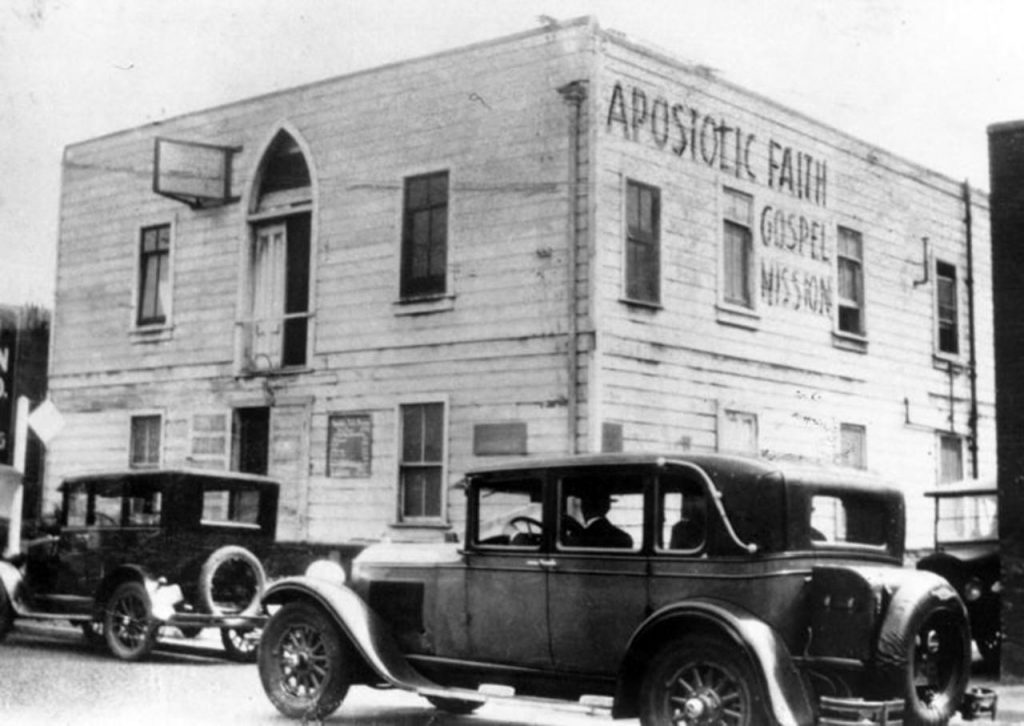
Evangelizációs központ 1907-ben Los Angelesben, amelyet a pünkösdizmus szülőhelyének tartanak

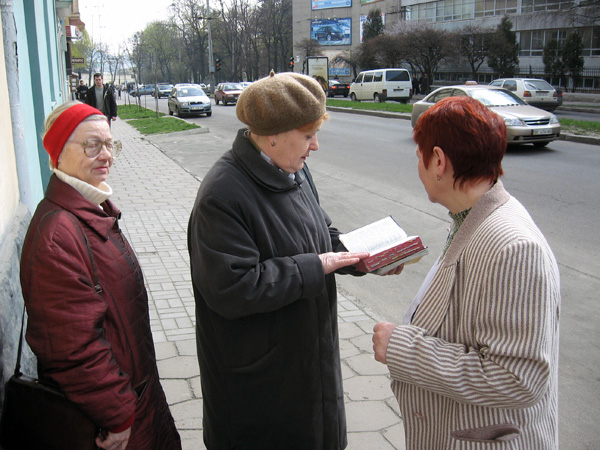
Jehova Tanúi hirdetnek az ukrajnai Lviv utcáin

A protestánsok aránya a világ országaiban 1938-ban

A protestánsok aránya a világ országaiban 2010-ben. A protestantizmuson belül az új vallási mozgalmak erőteljes növekedést mutatnak.

A szabadelvű, liberális kereszténység a 20. században gyorsan terjedt úgy Európában, mint Észak-Amerikában, és az 1960-as évek kezdetére az Egyesült Államok és Kanada legtöbb nagyobb felekezetében tért hódított. Ennek ellenére jelenleg ezek a folyamatok megfordulni látszanak. A 21. század fordulóján a világias társadalom látszólag a szabadelvűeket tekinti a kereszténység képviselőinek és szószólóinak, de a „fővonalbeli” szabadelvű egyházak lélekszámbeli csökkenésének ténye nehezen vitatható. A nagyobb amerikai protestáns felekezetek közül csak a szoros úton járó konzervatív déli baptisták száma növekszik.
Ez a visszaforduló folyamat részben az evangelizáló eltökéltség elvesztésével, részben a tagoknak a lelki értékeket jobban megőrző felekezetekbe való áttérésével, részben pedig a generációk közötti eszmecserék növekvő hatékonytalanságának tudható be. Hasonlóan, amíg a szabadelvű Christian Century (Keresztény Század) című magazin példányszáma jelentősen csökkent, az evangelizáló Christianity Today (Kereszténység Ma) gyorsan növekszik.
Dél-Amerikában és Afrikában az evangéliumi és pünkösdi egyházak létesítenek gyorsan növekvő mozgalmakat, melyek egyre több misszionáriust küldenek Európába és Észak-Amerikába is. Ugyanez Ázsiában is történik, ahol a magánházaknál titokban gyülekező földalatti egyházak a következő évtized folyamán százezres létszámban készülnek misszionáriusokat küldeni szét a világba.
Ahogy a külvilágban a modernizmusnak nevezett korszerű felfogás nyomán a 20. század második felében kialakult az úgynevezett fogyasztói társadalom, úgy az egyházakban, a kételkedők és nem-keresztények lelki igényei kiszolgálására megjelentek az „óriástemplomok” (megachurch-jelenség.) Ezek a keresztény hitet úgynevezett „keresőérzékeny” programok formájában tálalták. Az Anglikán Egyházban kidolgozott Alpha Course a kereszténység ilyen formájú tálalásának tekinthető.
A modernizmus (korszerűség) az egyházba szivárogva elindított egy folyamatot, ami a Biblia egyénenkénti magyarázata felett próbálta beazonosítani az egyéni igazságok tartórendszerét és megtalálni az „alapigazságokat”. Az egyház ezután elvárta tagságától, hogy tagjai magukévá tegyék az ezen alapigazságok rendszerbe foglalásával kialakított keresztény világnézetet. A probléma ott jelentkezett, hogy az így kialakított világnézet a csoport helyi kulturális és hitelméleti gyökereiből táplálkozva hiányolta az eredeti alaptörekvést, a mindenre kiterjedő általánosságot. E hiányosság következményének tudható be, hogy felekezeteken belül külön nézetek alakultak ki, ami a modernista felfogás megkérdőjelezése nélkül újabb, de alapjában véve azonosan modernista felekezetek alapításához vezetett.
A 20. század végén azután a korszerűség (és ezzel az általánosan elfogadott hitrendszerek, kialakult és letisztult kifejezési- és kapcsolati formák) elutasításaként kialakult úgynevezett posztmodernizmussal (a maga új, személyre szabott és kísérletező igazság-fogalmaival) jött létre az, hogy a szervezett kereszténység egyre gyakrabban találta magát egyenes ellentétben azzal a sokaknak egyre fontosabbá váló igényével, hogy személyes lelki értelmüknek és hitüknek hangot adjanak.
E folyamat egyik melléktermékének tekinthető az eddig „fejlődő egyház”-ként ismert jelenség melynek lényege az, hogy a szervezett egyházak tagjai sorában egyeseknek (az általánosságban elégtelen lelki műveltségük eredményeképpen) megingott a vezetésbe vetett bizalma, és sokan közülük a kereszténység alapgondolatát általában elfogadva, korábbi felekezetükön kívül keresik átalakuló hitük gyakorlásának módját. Ez a légkör, ahol egyének próbálják részleteiben elemezni saját keresztény hitüket, jellegzetes változásokat hozott létre a kereszténység mai gyakorlatában. E változások új istentiszteleti formák kialakításában (modern zenével, filmekkel és ősi – nem szükségszerűen keresztény – hagyományok feltámasztásával), vagy a felekezet laza szervezeti felépítésében, a hitelméleti-, és erkölcsi különbségek rugalmas kezelésében, a Bibliának eredeti környezetében való értelmezésében (ami a modernista terhektől való szabadságot eredményezi), valamint az egyén, egyház, társadalom és emberiség kapcsolatának holisztikus megközelítésében nyilvánulnak meg. Ez utóbbi sokféle különböző dologban fejeződhet ki, például a keleti filozófiákhoz hasonló megvilágosulás keresésében, a csoportos istentiszteletek tartásában (sor-imádkozás), vagy a belső, lelki kereszténységnek külső aktivitásban való kifejezésében, melynek keretében sokan kielégítetlen lelki éhségüktől hajszolva szervezett segítségszolgálatba, közösségépítésbe vagy éppen társadalmi mozgalmakba menekülnek. Azt is gyakran tapasztaljuk, hogy a meggyengült hitből következő marcangoló kutatások és analizálások sok keresztényben idővel egy szintetizáló folyamatot indítanak el, mely néha egy új hit kialakulását eredményezi, ami ugyan a kereszténységben gyökerezik, de a szervezett egyházakétól jelentősen különböző lehet. A kereszténységnek ez a szétszedési és összerakási folyamata takarja a „fejlődő egyház” fogalmát, amiről nem feltételezhető, hogy valaha is egy egységes keresztény mozgalommá vagy tényleges egyházzá fog fejlődni.
A posztmodernizmus kialakulásának van egy másik következménye is, amit „posztmodern kereszténység”-nek nevezhetnénk. Az európai, de főleg az amerikai szervezett keresztény egyházakon belül is megfigyelhető egy nagy és egyre növekvő evangelizációs mozgalom. A legtöbb nagy protestáns felekezetben a jellemző többség mellett van egy meglehetősen aktív evangelizáló kisebbség is. Feltűnő az a jelenség, hogy ezek az evangelizáló csoportok nagymértékben „felekezet közöttiek”, azaz sokkal meghittebb kapcsolatokat létesítenek és ápolnak felekezeteiken kívüli hasonlóan érzőkkel mint a felekezeteiken belüli nem evangélizálókkal. Ez a jelenség némely egyházszervezetekben az evangelizálók elszakadását eredményezte, ahogy vagy hátat fordítottak régi szervezetüknek és új felekezeteket alapítottak, vagy – még gyakrabban – a konzervatív többség kiszorította őket. Egyes evangelizálók odáig is elmennek, hogy hitüket „AZ” igaz kereszténységnek tekintik, míg a velük egyet nem értők igazságát tagadják. Ez a magatartás sok-sok belső viszályt okozott, főleg a korszerűbb egyházközösségekben. Az evangelikálok nehezen csoportosíthatóak ugyan, de majdnem mindegyik hisz a személyes megtérésben, Jézusnak, mint Úrnak és megváltónak való elismerésében, a csodákban, Krisztus második valóságos visszajövetelében, valamint a Biblia meglehetősen konzervatív értelmezésében és igen részletes ismeretében.

## A kereszténység ma és jövője
A kereszténység növekedése többnyire a nem-nyugati országokban történik. Egy 2005-ös tanulmány arra a következtetésre jut, hogy a kereszténységen belül a pünkösdista mozgalom a leggyorsabban növekvő közösség. Gyorsan nő az evangelikalizmus is a katolikus országokban, például Brazíliában és Franciaországban a leggyorsabban növekvő felekezetek közé tartoznak.
A hagyományosan katolikus Brazíliában a protestánsok aránya a 2000-es 16,2%-ról 2010-re 22,2%-ra nőtt (először történt meg, hogy a brazil katolikusok aránya 70% alá esett). Jelentős növekedést mutatnak a Jehova Tanúi, az Utolsó Napok Szentjei JKE., és a harmadik világban az adventisták is.
Más tanulmány megállapítja, hogy Franciaország, Új-Zéland és Hollandia világszinten vezető szerepet töltenek be a szekularizmusban, és ezek az országok hamarosan magasabb ateista népességgel rendelkeznek, mint azok, akik bármilyen vallási csoporthoz tartoznak. A tanulmány megállapítja, hogy az Egyesült Királyság és Ausztrália is hamarosan csatlakozik ehhez a tendenciához.
A keresztény népesség 2050-re várhatóan meghaladja a 3 milliárdot, ennek ellenére a nyugati világban fokozatosan csökken a keresztények aránya.
2050-re a globális keresztény népesség eloszlása jelentősen megváltozik: a keresztények kb.
- 38%-a él majd Afrikában,
- 23%-a Latin-Amerikában és a Karib-térségben,
- 16%-a Európában,
- 13%-a Ázsiában és a Csendes-óceáni térségben,
- 10%-a él majd Észak-Amerikában.

2050-re az iszlám híveinek létszáma meghaladja a kereszténységét, és a világ legnagyobb vallása lesz.

### Felmérések a vallási megoszlás változásáról
Egyesült Királyság
| \| 1983 \| 40% \| 10% \| 17% \| 2% \| 31% \| \| 1993 \| 32% \| 11% \| 16% \| 3% \| 37% \| \| 2003 \| 27% \| 9% \| 15% \| 6% \| 43% \| \| 2013 \| 16% \| 9% \| 16% \| 8% \| 50% \| \| 2015 \| 17% \| 9% \| 17% \| 8% \| 48% \| \| 2016 \| 15% \| 9% \| 17% \| 6% \| 53% \| |          |                 |                |                        |              |
| az Egyesült Királyság vallási megoszlásának változása 1983–2016 között |          |                 |                |                        |              |
| ÉV | anglikán | római katolikus | más keresztény | nem-keresztény vallású | nem vallásos |
| 1983 | 40%      | 10%             | 17%            | 2%                     | 31%          |
| 1993 | 32%      | 11%             | 16%            | 3%                     | 37%          |
| 2003 | 27%      | 9%              | 15%            | 6%                     | 43%          |
| 2013 | 16%      | 9%              | 16%            | 8%                     | 50%          |
| 2015 | 17%      | 9%              | 17%            | 8%                     | 48%          |
| 2016 | 15%      | 9%              | 17%            | 6%                     | 53%          |

 Hollandia
| \| 1869 \| 36,5% \| 61,3% \| – \| 2,2% \| – \| \| 1889 \| 35,4% \| 60,5% \| – \| 2,6% \| 1,5% \| \| 1909 \| 35,0% \| 57,3% \| – \| 2,7% \| 5,0% \| \| 1920 \| 35,6% \| 53,8% \| – \| 2,8% \| 7,8% \| \| 1930 \| 36,4% \| 46,3% \| – \| 2,9% \| 14,4% \| \| 1947 \| 38,5% \| 42,3% \| – \| 2,1% \| 17,1% \| \| 1960 \| 40,4% \| 40,7% \| – \| 0,6% \| 18,3% \| \| 1971 \| 40,4% \| 35,9% \| 0,4% \| 0,5% \| 23,6% \| \| 1980 \| 38% \| 30% \| – \| 6% \| 26% \| \| 1990 \| 33% \| 25% \| – \| 4% \| 38% \| \| 2000 \| 32% \| 21% \| – \| 6% \| 41% \| \| 2010 \| 27% \| 18% \| 5% \| 5% \| 45% \| \| 2015 \| 24% \| 15% \| 5% \| 6% \| 50% \| |                 |            |         |             |             |
| Hollandia vallási megoszlásának változása 1869–2015 között |                 |            |         |             |             |
| ÉV | római katolikus | protestáns | muszlim | más vallású | vallástalan |
| 1869 | 36,5%           | 61,3%      | –       | 2,2%        | –           |
| 1889 | 35,4%           | 60,5%      | –       | 2,6%        | 1,5%        |
| 1909 | 35,0%           | 57,3%      | –       | 2,7%        | 5,0%        |
| 1920 | 35,6%           | 53,8%      | –       | 2,8%        | 7,8%        |
| 1930 | 36,4%           | 46,3%      | –       | 2,9%        | 14,4%       |
| 1947 | 38,5%           | 42,3%      | –       | 2,1%        | 17,1%       |
| 1960 | 40,4%           | 40,7%      | –       | 0,6%        | 18,3%       |
| 1971 | 40,4%           | 35,9%      | 0,4%    | 0,5%        | 23,6%       |
| 1980 | 38%             | 30%        | –       | 6%          | 26%         |
| 1990 | 33%             | 25%        | –       | 4%          | 38%         |
| 2000 | 32%             | 21%        | –       | 6%          | 41%         |
| 2010 | 27%             | 18%        | 5%      | 5%          | 45%         |
| 2015 | 24%             | 15%        | 5%      | 6%          | 50%         |

## Megjegyzés
1. ↑  ortodox = akik (saját nézetük szerint) a vallás tanait a lehető legpontosabban, legszigorúbban vagy legősibb válfajában követik
2. ↑  "Az egyház helyzetéről és a római püspök törvényes hatalmáról"
3. ↑  bár egyedül Albánia volt hivatalosan is ateista.